# Свято-Духов монастырь (Витебск)
Свя́то-Ду́хов же́нский монасты́рь (бел. Свята-Духаўскі жаночы манастыр) — православный монастырь в городе Витебске (Республика Беларусь). Относится к Витебской и Оршанской епархии Белорусской православной церкви.

## Описание
Монастырь основан при церкви Сошествия Святого Духа (построена между 1320 и 1346 годами попечением Марии Ярославны, жены князя Ольгерда). Местное предание приписывает основание непосредственно монастырской обители второй жене Ольгерда — Иулиании Александровне, дочери великого князя тверского Александра Михайловича (есть версия, что в 1392 году она приняла в этом монастыре схиму под именем Марфа).
После Брестской церковной унии 1596 года положение православных храмов на территории Великого княжества Литовского сильно осложнилось, и уже в начале XVII века богослужения в Свято-Духовской церкви не проводились (более того, выдвигались предложения о передаче этого храма униатам).
В 1654 году, в ходе русско-польской войны, Витебск заняли войска Московского государства. Пострадавшая при боях за город церковь была в 1661 году отремонтирована, и в ней возобновились православные богослужения.
В 1667 году по условиям Андрусовского перемирия Витебск возвращён в состав Речи Посполитой. А уже в 1697 году по указу униатского полоцкого архиепископа Михаила Мартина Белозора разрешалось создание при Свято-Духовском храме базилианского женского монастыря.
В 1772 году, после первого раздела Речи Посполитой, Витебск отошёл к Российской империи, однако монастырь поначалу оставался униатским. В 1790-х годах была перестроена Свято-Духовская церковь. Помимо этого, в монастыре возвели двухэтажные каменные корпуса для келий и различные хозяйственные постройки. В начале XIX века в монастыре пребывало 14 монахинь.
В 1839 году, после воссоединения униатов с православной церковью, Свято-Духов монастырь стал православным и перешёл к Полоцкой епархии Русской церкви. В 1844 году он был «почислен за штат», а в 1885 году — упразднён. В помещениях бывшего монастыря некоторое время находилась женская тюрьма, а затем в монастырских постройках разместили епархиальное женское училище, для которого на месте старого монастырского здания в 1902 году построили новый просторный трёхэтажный корпус (ныне здание Витебского облисполкома). Также была перестроена и Свято-Духовская церковь.

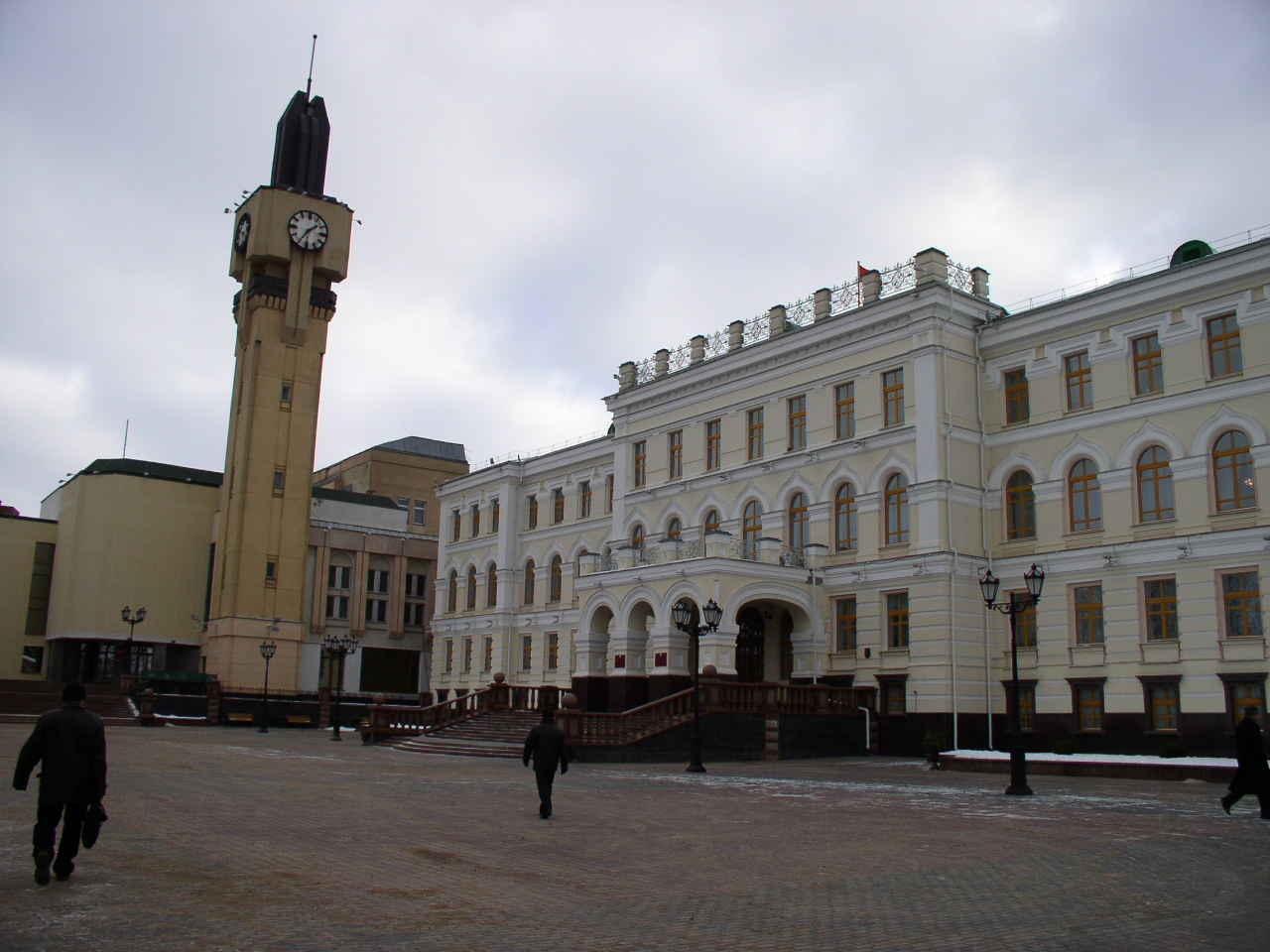
Пристройка к зданию Витебского облисполкома с башней и часами (слева от основного здания)

В годы Первой мировой войны в здании учебного заведения помещался военный госпиталь. После Октябрьской революции в бывшем корпусе епархиального женского училища в разное время располагались Витебский губернский военный комиссариат, курсы по подготовке младших командиров Красной армии, штаб авиационной бригады, а с 1938 года — Витебский облисполком.
Свято-Духовскую церковь закрыли в 1923 году. В 1962 году здание бывшего храма, сильно повреждённое в годы Великой Отечественной войны, снесли (в 1940-х годах храм на некоторое время возобновлял свою работу, а затем был снова закрыт). В настоящее время на месте бывшей Свято-Духовской церкви находится пристройка к основному зданию Витебского облисполкома, возведённая в 1980-х годах.
3 мая 2001 года решением Синода Белорусской православной церкви Свято-Духов женский монастырь был возрождён. Ему передали здание на улице Толстого, в устье реки Витьбы (у подножия Успенской горы), а рядом возвели новую церковь Святого Духа.
В монастырском комплексе, помимо церкви Святого Духа, имеется домовый храм святой равноапостольной княгини Ольги, а также находится Витебское женское духовное училище.
24 ноября 2012 года архиепископ Витебский и Оршанский Димитрий совершил освящение новопостроенного Свято-Духовского храма. В дар ему он преподнёс икону преподобной Александры Дивеевской, основательницы Серафимо-Дивеевской обители, находящейся в Нижегородской области России.

## Настоятельницы
- Елисавета (Самсонова)[1]
- Игумения Сергия (Константинова) (апрель 2005 года — октябрь 2018 года)
- Игумения Ксения (Соколова) (и. о. старшей сестры с октября 2018 года; настоятельница в сане игумении[9] с 7 января 2022 года).

## Комментарии
1. ↑  В ряде источников — Михаил Маркиан Белозор.